# Thrixspermum sarawakense
Thrixspermum sarawakense är en orkidéart som beskrevs av Oakes Ames. Thrixspermum sarawakense ingår i släktet Thrixspermum och familjen orkidéer. Inga underarter finns listade i Catalogue of Life.